# Sparganothoides albescens
Sparganothoides albescens es una especie de lepidóptero del género Sparganothoides, tribu Sparganothini, familia Tortricidae. Fue descrita científicamente por Walsingham en 1913.
La longitud de las alas anteriores es de aproximadamente 8,1 milímetros. Se distribuye por México, en Guerrero, Amula.